# Billy Campbell
William Oliver Campbell (Charlottesville, 7 de Julho de 1959) é um ator norte-americano conhecido por protagonizar a série de TV Once and Again, bem como a série The O.C..
Sua experiência cinematográfica inclui The Rocketeer, Bram Stoker's Dracula e Enough. Campbell era a segunda escolha dos produtores de Star Trek: The Next Generation para fazer o papel de William Riker]], mas perdeu o papel para Jonathan Frakes. Campbell apareceria mais tarde como convidado especial no episódio da 2ª temporada "The Outrageous Okona".
Em 2000, ele foi eleito um dos "50 Homens Mais Bonitos do Mundo" pela revista People.
Ele interpretou alguns vilões, como o messiâncio sobrevivente de abdução Jordan Collier em The 4400 (embora este personagem não seja necessariamente mal), um professor universitário acusado de estuprar uma aluna em Law & Order: Special Victims Unit, e o serial killer Ted Bundy no filme de TV The Stranger Beside Me, adaptado de um livro de Ann Rule basead em fatos reais. Ele também fez o papel de um serial killer que defende a si mesmo na série Shark contra James Woods.
De acordo com a série Law & Order: Special Victims Unit, ele tem 1,93 m e 91 kg.

## Filmografia selecionada
- 2017 - Cardinal - (série)
- 2014 - Helix - (série)
- 2010 - The Killing - (série)
- 2009 - Eureka
- 2007 - Shark
- 2005 - The 4400 - (série)
- 2005 - The O.C. - (série)
- 2004 - Law & Order: Special Victims Unit - Episoódio "Doubt"
- 2003 - Gods and Generals
- 2002 - Enough
- 1999-2002 - Once and Again - (série)
- 2001 - Further Tales of the City - (minissérie)
- 1994 - More Tales of the City - (minissérie)
- 1993 - Moon Over Miami - (série)
- 1993 - Tales of the City - (minissérie)
- 1991 - The Rocketeer
- 1986-1988 - Crime Story - (série)
- 1984-1985 - Dynasty - (série)